# Constructor University

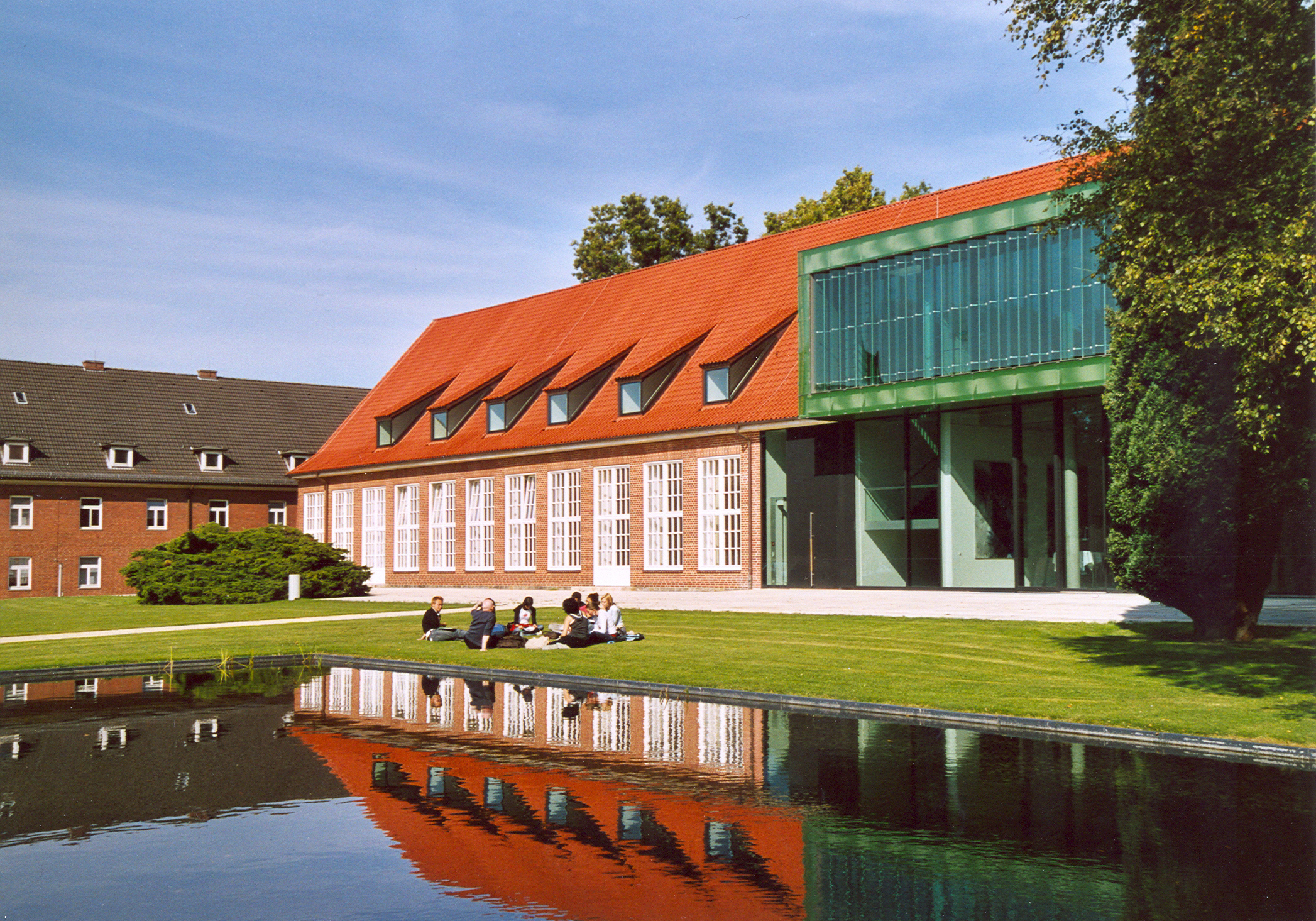
Campus Center der Constructor University

Die Constructor University (früher zunächst International University Bremen und später Jacobs University Bremen) ist eine private, staatlich anerkannte Hochschule in Bremen. Sie ist in gemeinnütziger Trägerschaft (Constructor University gGmbH) und bietet Studienprogramme in Fächern der Ingenieur-, Natur-, Geistes- und Sozialwissenschaften mit den Abschlüssen Bachelor, Master und Ph.D. an. Hinzu kommt das International Foundation Year (IFY), ein Vorbereitungsprogramm auf das Studium. Im November 2022 erfolgte die Umbenennung in Constructor University.

## Geschichte, Organisation, Selbstverständnis
Auf dem Gelände der heutigen Hochschule in Bremen-Grohn befand sich in der Zeit des Nationalsozialismus eine Flak-Kaserne der Wehrmacht, die 1936 errichtete Roland-Kaserne. Nach dem Zweiten Weltkrieg wurde dort unter Führung der amerikanischen Streitkräfte von der Internationalen Flüchtlingsorganisation bis 1954 das Lager Camp Grohn betrieben. 1955 übernahm die Bundeswehr das Gelände und betrieb die Roland-Kaserne bis 1999.
Im Februar 1999 wurde mit Unterstützung der Universität Bremen, der Rice University Houston (Texas) und der Freien Hansestadt Bremen die International University Bremen gegründet, die im Herbst 2001 den Studienbetrieb aufnahm. Auf dem etwa 34 Hektar großen Gelände der Campus-Universität befinden sich vier Colleges (Wohnheime der Bachelor-Studienprogramme), Gebäude für Verwaltung, Lehre und Forschung, ein Information Ressource Center (IRC) mit Bibliothek und digitalen Ressourcen, Sport-, Freizeit- und Grünanlagen. Die Generalplanung und die Planungen einzelner Gebäude erfolgte durch Böge Lindner Architekten aus Hamburg und die Landschafts- und Grünplanung durch das Büro WES (Wehberg und Partner) aus Hamburg. 2006 wurde die Planung des Zentralgebäudes mit dem Bremer BDA-Preis ausgezeichnet.
Nach finanziellen Problemen der Universität investierte im November 2006 die Jacobs Foundation 200 Millionen Euro in die Hochschule und übernahm eine Zwei-Drittel-Mehrheit der Gesellschafteranteile. Daraufhin gab sich die Universität Anfang 2007 den Namen Jacobs University Bremen. Die Hochschule verfügt satzungsrechtlich über vier Organe: Die Councilors (Schirmherren), das Board of Trustees (Gesellschafterversammlung), das Board of Governors (Aufsichtsrat) und das Executive Board (Geschäftsführung). Das Board of Governors ist das zentrale Entscheidungsgremium für alle grundsätzlichen Fragen der Universitätsentwicklung, inklusive der Berufung des Präsidenten und der Professoren.
Laut ihrem Leitbild verfolgt die Hochschule „das Ziel, durch akademische Bildung, intensive Betreuung und das Zusammenleben auf einem internationalen Campus junge, talentierte Menschen unabhängig von Nationalität, Religion und materiellen Voraussetzungen zu Weltbürgern zu formen, die in der Lage sind, führende und verantwortliche Rollen im Rahmen einer zukünftigen nachhaltigen und friedlichen Entwicklung der Menschheit zu übernehmen.“ Die Hochschule hat eine unbefristete staatliche Anerkennung.
Im November 2022 erfolgte die Umbenennung in Constructor University.

## Studienangebot
Die Hochschule bietet Bachelor-, Master- und Doktorandenprogramme sowie ein Vorbereitungsprogramm an. An der Universität sind sowohl Lehre als auch Forschung in drei thematische Schwerpunkte gegliedert:
1. Mobility (Mobilität): Verstehen der weltweiten Bewegung von Menschen, Gütern und Informationen.
2. Health (Gesundheit): Entwicklung von Lösungen für eine gesündere Welt.
3. Diversity (Diversität / Vielfalt): Entschlüsselung einer modernen, globalen Welt.[15]

Die Unterrichtssprache ist Englisch. Im fünften Semester besteht die Möglichkeit eines Auslandaufenthaltes.
Die Studiengebühren (Tuition Fees) für ein Bachelor-Studium oder Master-Studium betragen um 20.000 € pro akademischem Jahr. Zusätzliche Kosten fallen für Unterkunft und Verpflegung an. Ein System aus Stipendien und Darlehen soll nach Angaben der Universität sicherstellen, dass alle zugelassenen Bewerber für Bachelor-Programme ihr Studium aufnehmen können.
Bachelor-Studienprogramme
- Industrial Engineering & Management (BSc)
- Mathematics (BSc)
- Computer Science (BSc)
- Electrical and Computer Engineering (BSc)
- Robotics and Intelligent Systems (BSc)
- Biochemistry and Cell Biology (BSc)
- Chemistry and Biotechnology (BSc)
- Medicinal Chemistry and Chemical Biology (BSc)
- Earth and Environmental Sciences (BSc)
- Physics (BSc)
- Global Economics and Management (BA)
- International Business Administration (BA)
- Society, Media and Politics (BA)
- International Relations: Politics and History (BA)
- Integrated Social and Cognitive Psychology (BSc)

Graduierten-Programme
- Data Science for Society and Business (MSc)
- Data Engineering (MSc)
- Supply Chain Management (MSc)
- Psychologie (MSc) (bilingual: Deutsch / Englisch)
- International Relations (MA)

Es gibt zwei verschiedene Ansätze, um einen PhD-Abschluss an der Hochschule zu erlangen:
- Individuelle, forschungsorientierte Abschlüsse und strukturierte Promotionsprogramme wie die Bremen International School of Social Sciences (BIGSSS), die in Kooperation mit der Universität Bremen angeboten wird.
- Darüber hinaus ist die Hochschule über das Graduiertenprogramm Marine Mikrobiologie (MarMic) mit dem Max-Planck-Institut für Marine Mikrobiologie und dem Alfred-Wegener-Institut (Helmholtz Zentrum für Polar- und Meeresforschung – AWI) verbunden.

Vorbereitungsprogramm: Das International College
Das akademisches Vorbereitungsprogramm, das International Foundation Year, bietet akademische und persönliche Unterstützung für individuelle Entwicklung und bereitet die Teilnehmenden auf die Herausforderungen eines Studiums vor.
Die Hochschule betreibt das JUIC und das Internationale Stiftungsjahr in Zusammenarbeit mit der Oxford International Education Group. Oxford International wurde 1991 gegründet und ist ein akkreditierter, privater Bildungsanbieter, der Internate, internationale Colleges und englische Sprachzentren betreibt. An ihren Programmen nehmen jedes Jahr mehr als 50 000 Menschen teil.

## Forschung
2017 warb jeder Professor durchschnittlich 205.900 Euro an Drittmitteln ein. Forschungsprojekte der Hochschule werden von der Deutschen Forschungsgemeinschaft oder aus dem Rahmenprogramm für Forschung und Innovation der Europäischen Union ebenso gefördert wie von global führenden Unternehmen.

## Rankings

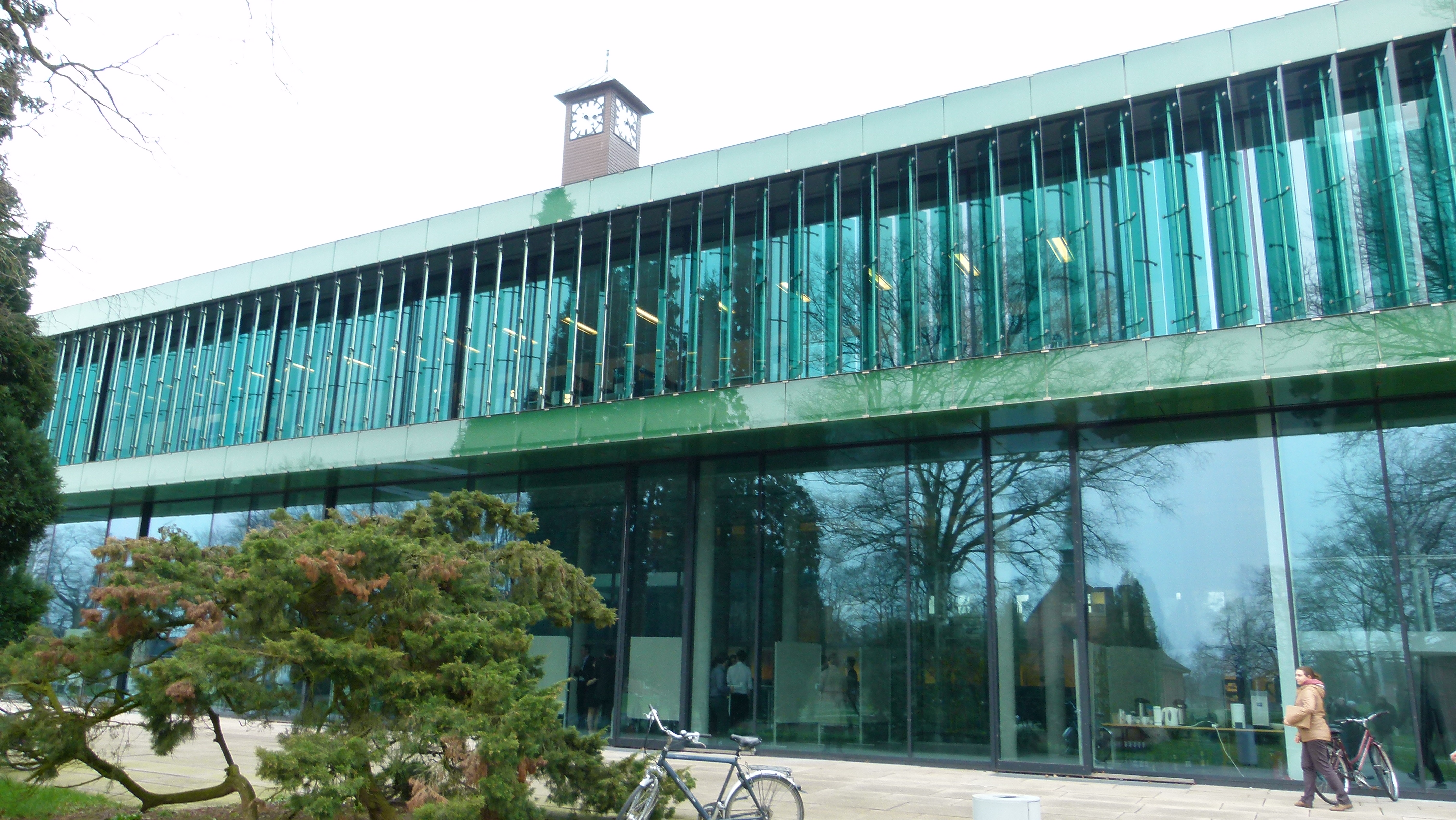
Constructor University

Times Higher Education (THE) World University Rankings
Im Jahr 2022 gehörte die Universität zu den besten 30 Prozent von mehr als 1.600 Universitäten weltweit. Im deutschlandweiten Vergleich erreicht die Hochschule den ersten Platz als beste private Universität.
Times Higher Education (THE) Young University Rankings
Im Jahr 2021 nahm die Hochschule Platz 27 in einem Vergleich von 475 Universitäten weltweit ein, die jünger als 50 Jahre sind. Sie verbesserte sich im deutschlandweiten Vergleich stetig und erreicht 2021 den 2. Platz. In den Kategorien „Lehre“ und „Internationalität“ erreichte sie 2021 den ersten Platz.
Times Higher Education (THE) World University Rankings for Social Sciences
2021 nimmt die Hochschule erstmals an dem Ranking teil und schafft es mit zwei Bachelor- und zwei Masterstudiengängen in diesem Bereich unter die besten 175 Universitäten der Welt. Im deutschlandweiten Vergleich belegte die Universität in den Sozialwissenschaften den achten Platz.
U-Multirank
In der Evaluation 2021 schnitt die Universität besonders gut ab in den Bereichen internationale Ausrichtung, Einhaltung der Regelstudienzeit, Forschung und Wissenstransfer, Geschlechtergerechtigkeit beim Übergang zum Promotionsstudium.
Humboldt-Ranking 2020
Die Universität ist eine der beliebtesten Universitäten bei Forschern aus dem Ausland und belegt im deutschlandweiten Vergleich den siebten Platz unter den mehr als 80 bewerteten Universitäten. Grundlage des Rankings ist die Anzahl der Gastaufenthalte von internationalen Spitzen- und Nachwuchswissenschaftlern, die in den vergangenen fünf Jahren als Stipendiaten oder Preisträger der Alexander von Humboldt-Stiftung in Deutschland geforscht haben.

## Studierende

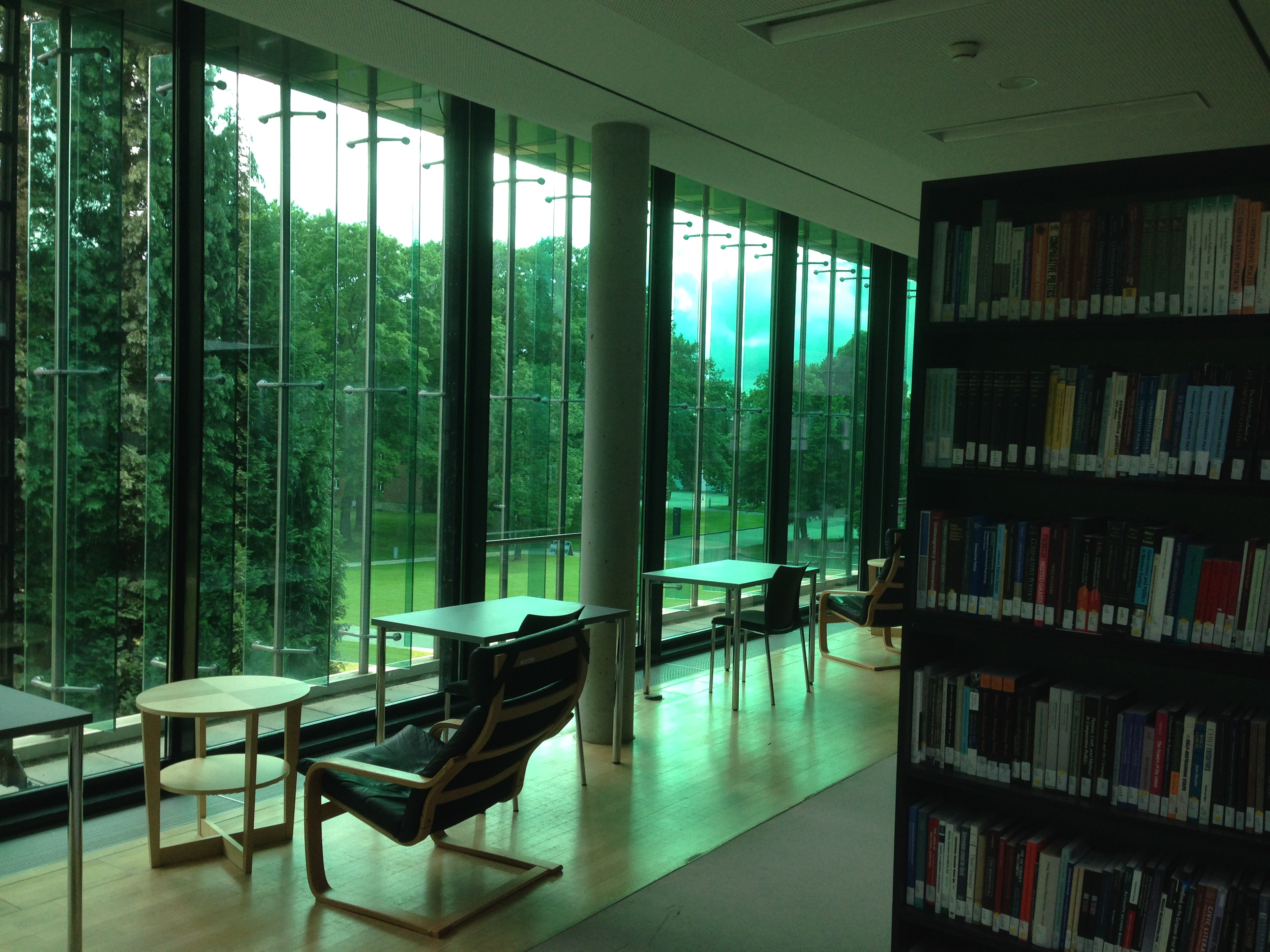
Bibliothek

An der Hochschule sind 1607 Studierende aus 110 Nationen immatrikuliert (Stand: Oktober 2021). Die meisten stammen aus Deutschland (16,1 Prozent), gefolgt von Indien (7,2 Prozent), Nepal (7,0 Prozent), den USA (5,0 Prozent), Albanien (4,4 Prozent), Pakistan (4,2 Prozent), Marokko (3,5 Prozent), China (3,1 Prozent), Äthiopien (2,3 Prozent) und Südkorea (2,1 Prozent). Programme mit 120 Partnerinstitutionen fördern die Internationalität.

## Alumni
Die Alumni Association wurde 2004 gegründet. Sie umfasst rund 2000 Mitglieder; etwa 70 % der Absolventen schließen sich der Alumni Association an. 2008 wurden mit Gründung der Jacobs University Bremen Alumni & Friends GmbH die rechtlichen Voraussetzungen geschaffen, den Alumni ein Mitspracherecht an der Universitätsentwicklung einzuräumen. Die GmbH, die zu 99 % der Alumni Association und zu 1 % der Universität gehört, ist einer von drei Gesellschaftern der Jacobs University und besitzt ein Sechstel der Universitätsanteile.

## Hochschulleitung
- Stanislav Protassov, Präsident März 2023 -
- Fabio Pammolli (Präsident 1. Januar 2022 bis 31. Dezember 2022[35][36]) und Thomas auf der Heyde (Geschäftsführung seit 2020)[37]
- Andrea Herzig-Erler (Geschäftsführung 2020–2022) und Thomas auf der Heyde (Geschäftsführung seit 2020)
- Antonio Loprieno, Präsident Dezember 2019–2020
- Michael Hülsmann, Präsident 2018–2019
- Katja Windt, Präsidentin 2014–2018
- Heinz-Otto Peitgen, Präsident 2013–2014
- Joachim Treusch, Präsident 2006–2012
- Fritz Schaumann, Gründungspräsident 1998–2006

Aufsichtsrat (Board of Governors)
- Serg Bell, Aufsichtsratsvorsitzender, Gründer und Chairman des Schaffhausen Institute of Technology
- Philipp Rösler, Honorarkonsul für Vietnam in der Schweiz.
- Jochen Berger, Gründer, Unternehmer und Investor
- Mark Kamlet, Professor für Volkswirtschaftslehre und Public Policy am Heinz College der Carnegie Mellon University, USA
- Rafael Laguna de la Vera, Software-Unternehmer, Direktor der Bundesagentur für Sprunginnovationen SPRIND
- Elena Novoselova, Vize-Präsidentin Kommunikation und Grant Management am SIT
- Sascha Spoun, Präsident der Leuphana Universität Lüneburg
- Matthias Winter, McKinsey & Company, Senior Partner in Zürich
- Ilya Zubarev, Software-Unternehmer und Mitbegründer von Acronis, Runa Capital und zahlreichen anderen Unternehmen
- Rainer Köttgen, Vorstandsvorsitzender Reimar Lüst Stiftung und Staatsrat a. D. beim Senator für Bildung und Wissenschaft Bremen
- Stefan Rustler, Präsident der Jacobs University Bremen Alumni Association.
- Antje Boetius, Direktorin des Alfred‐Wegener‐Instituts (Helmholtz-Zentrum für Polar‐ und Meeresforschung), Bremerhaven
- Tim Cordßen-Ryglewski, Staatsrat bei der Senatorin für Wissenschaft und Häfen Bremen
- Dorothee Dzwonnek, Staatssekretärin a. D. und Generalsekretärin der Deutschen Forschungsgemeinschaft (DFG) von 2007–2018
- Gerold Wefer, Gründer und ehemaliger Direktor des MARUM Zentrum für Marine Umweltwissenschaften Bremen
- Jürgen Zöllner, Vorstand der Stiftung Charité Berlin und ehemaliger Vorsitzender des Board of Governors
- Peter Lürßen, Geschäftsführer der Fr. Lürssen Werft

## Finanzierung
Die Finanzierung der Hochschule wurde insbesondere in Bremen kontrovers diskutiert. Sie erzielt Einnahmen aus unterschiedlichen Quellen wie Studiengebühren, Spenden, Drittmittel und Zuwendungen durch die Jacobs-Stiftung. Die Förderung durch das Land Bremen in Höhe von drei Millionen Euro jährlich lief 2017 aus. Im Juni 2018 beschloss die Jacobs-Stiftung, die private Universität bis ins Jahr 2027 mit maximal weiteren 100 Millionen Schweizer Franken zu unterstützen. Ebenfalls im Juni 2018 entschied sich das Land Bremen ein Darlehen aus der Gründungsphase der Universität zu übernehmen. Im Sommer 2020 kündigte die Jacobs-Stiftung den Rückzug von der Finanzierung an. Die Mehrheitsanteile der Stiftung wurden an den Verein zur Förderung der wissenschaftlichen Forschung in Bremen e. V. übertragen. Im September 2021 stimmte der Bremer Senat dem Verkauf der Bremer Anteile an das Schaffhausen Institute of Technology (SIT) zu. Der neue Mehrheitseigentümer plant 50 Millionen Euro in die Universität zu investieren, davon die Hälfte bis Ende 2024.